# Дуров, Анатолий Леонидович
Анато́лий Леони́дович Ду́ров (26 ноября (8 декабря) 1864, Москва — 7 января 1916, Мариуполь) — русский цирковой артист, клоун и дрессировщик. Младший брат Владимира Леонидовича Дурова.

## Биография
Дворянин по происхождению, родился в Москве в семье полицейского пристава Тверской части. Мать умерла, когда мальчику исполнилось 5 лет: отец запил и вскоре умер. Анатолия и его брата Владимира принял на воспитание их крёстный отец, адвокат Николай Захарович Захаров.
В возрасте 10 лет определён в первый кадетский корпус, из которого был исключён через два года за неспособность к наукам и склонность к акробатству. Был определён в частный пансион.
Когда Анатолию исполнилось 16 лет, он попросил крёстного отпустить его в цирк, но получил отказ. И в 1880 году Анатолий ушёл из дома и поступил в балаган Вайнштока.
На арене с 1880 года как канатоходец и акробат на трапеции, впоследствии — клоун. Основатель цирковой династии Дуровых. Был одним из самых популярных и высокооплачиваемых цирковых артистов в России.
В Париже в его честь был отчеканен памятный жетон. Изданная в Дюссельдорфе «Всеобщая энциклопедия циркового искусства» посвятила ему, единственному русскому, отдельную статью.
Он всегда выступал с животными. При помощи животных Дуров ставил басни, сцены и даже целые пьесы.
Он первый из клоунов решил выступить без грима, в богатом костюме. Дуров впервые стал выступать под своим именем, а не псевдонимом. И впервые имя клоуна стали указывать на афише. Он безбоязненно критиковал чиновников, полицейских и прочих власть имущих, весело выступал против взяточничества и бюрократизма, за что не раз подвергался репрессиям со стороны полиции и высылался из ряда городов без права въезда в них.
В 1901 году Дуров купил на окраине Воронежа дом и усадьбу и основал в нём музей-паноптикум, и устраивал там экскурсии для жителей Воронежа. Дуров увлекался рисованием, он рисовал на стекле особым способом, делая задний план картины на обратной стороне стекла и более близкие предметы изображая на передней его стороне.
В 1912 году Анатолий Дуров попробовал себя в роли режиссёра. Картина называлась «Война XX века», съёмки фильма проходили в усадьбе. В фильме снимались собаки, свиньи, гуси, куры, индейки. Также принял участие в качестве актёра ещё в двух фильмах: мелодрама «Золото, слёзы и смех» и «Наполеон наизнанку». В мелодраме Дуров сыграл роль клоуна.
В 1913 году в Москве в Политехническом музее он прочёл свою лекцию «О смехе и о жрецах смеха». Это были его размышления о назначении клоунады, о природе комического.
Умер на гастролях в Мариуполе от воспаления лёгких. Был похоронен в некрополе Скорбященского монастыря. В начале 1930-х, когда некрополь был снесён, урна с прахом артиста была передана родственникам и хранилась в будущем доме-музее в Воронеже; в 1997 г. захоронена во дворе дома.

## Семья
- Брат — Владимир Дуров
- Жена — Елена Дурова-Фаччиоли
- Сын — Анатолий
  - Внучка — Тереза
    - Правнучка — Дурова, Тереза Ганнибаловна

## Память
В 1957 году поставлен художественный фильм «Борец и клоун» о борце Иване Поддубном и клоуне-дрессировщике Анатолии Дурове.
В Воронеже находится дом-музей А. Л. Дурова. Имя артиста присвоено Воронежскому государственному цирку, улице у дома-музея и парку у здания цирка. В 2008 году в здании воронежского цирка открыт памятник А. Л. Дурову (скульптор — Вано Арсенадзе).